# Масаленго
Масалѐнго (на италиански: Massalengo, на западноломбардски: Masalengh, Масаленг) е малко градче и община в Северна Италия, провинция Лоди, регион Ломбардия. Разположено е на 76 m надморска височина. Населението на общината е 4330 души (към 2012 г.).